# Gioan Maria Phan Đình Phùng
Gioan Maria Phan Đình Phùng (1891–1944) là một Giám mục của Giáo hội Công giáo tại Việt Nam. Theo tài liệu của Giáo phận, ông nguyên là Đại diện Tông Tòa Hạt Đại diện Tông Tòa Phát Diệm trong thời gian ngắn ngủi từ năm 1943 đến năm 1944. Ông là người Việt thứ 4 được tấn phong chức Giám mục.
Giám mục Phan Đình Phùng sinh ra trong một gia đình Công giáo tại Kim Sơn, Ninh Bình. Sau quá trình tu học kéo dài 17 năm, ông được truyền chức linh mục năm 1924. Sau khi trở thành linh mục, ông lần lượt đảm nhận các chức vụ khác nhau như giáo sư chủng viện Penang, Đại chủng viện Thượng Kiệm và trở thành giám đốc Đại chủng viện Thượng Kiệm kiêm Tổng quản Địa phận Phát Diệm.
Tòa Thánh bổ nhiệm linh mục Phan Đình Phùng làm giám mục phó địa phận Phát Diệm năm 1940. Cuối năm 1943, giám mục Nguyễn Bá Tòng trao lại địa phận cho ông để nghỉ hưu. Chưa được bao lâu, giám mục Phùng qua đời tháng 5 năm 1944.

## Thân thế và tu học
Giám mục Phan Đình Phùng sinh ngày 24 tháng 12 năm 1891 tại làng Kiến Thái, giáo xứ Trì Chính, Phát Diệm (nay thuộc xã Kim Chính, huyện Kim Sơn, tỉnh Ninh Bình, thuộc Giáo phận Phát Diệm), trong một gia đình thế tộc và đạo đức theo đạo Công giáo. Ông là hậu duệ của đại thần Phan Định Tuân. Tài liệu Nam Kỳ Địa phận cho rằng ông sinh vào cuối mùa thu năm 1892. Thân phụ ông là ông Phan Văn Thược và song thân đều làm nông nhưng có gia cảnh sung túc, riêng ông Thược còn là một thầy đồ và làm thuốc có tiếng trong vùng. Phan Đình Phùng là người con thứ tư trong số 7 người con gồm 3 nam và 4 nữ. Ông cũng là con trai đầu lòng của song thân. Sau khi sinh được năm ngày, cậu bé Phùng được cử hành nghi thức Bí tích Rửa Tội.
Từ năm bảy tuổi, Phan Đình Phùng đã theo học chữ nho với phụ thân. Ba năm sau đó, linh mục Cung phụ trách Hướng đạo quyết định đưa cậu đi học trường Latinh. Sau hai năm học tại trường Latinh, năm 1907, Phan Đình Phùng nhập học tại tiểu chủng viện Phúc Nhạc. Sau quá trình học tập tại Tiểu chủng viện, tháng 3 năm 1913, cậu được gửi sang Giáo hoàng chủng viện Penang, Mã Lai để tiếp tục thụ huấn môn Thần học. Sau ba năm du học, chủng sinh Phùng được cử hành nghi thức cắt tóc và được Giám mục Địa phận yêu cầu hồi hương, phân công đảm trách chức giáo sư Tiểu chủng viện Phúc Nhạc. Năm 1921, ông vào trường sách đoán, lần lượt nhận các chức nhỏ khác.

## Thời linh mục
Ngày 5 tháng 4 năm 1924, Phó tế Phan Đình Phùng thụ phong chức linh mục bởi vị chủ sự nghi thức truyền chức là Giám mục Marcou Thành. Lễ truyền chức được cử hành tại Nhà thờ chính tòa Phát Diệm. Theo nguồn tin từ Nam kỳ Địa phận ngày 27 tháng 6 năm 1940, tân linh mục được chọn làm giáo sư Tiểu chủng viện Phúc Nhạc, cho đến năm 1928 thì đảm nhận chức Giám thị Hội Chân chánh học văn và quy củ các Chủng viện. Năm 1934, ông đảm trách vai trò 'quan phát chẩn' trường Thần học. Theo nguồn tin từ giáo phận Phát Diệm, tân linh mục được đề cử làm giáo sư chủng viện Penang cho đến năm 1932, Giám mục Alexandre Marcou Thành bổ nhiệm làm giáo sư Đại chủng viện Thượng Kiệm (Phát Diệm), phụ trách môn Thần học.
Năm 1936, Giám mục Nguyễn Bá Tòng bổ nhiệm linh mục Phan Đình Phùng vào chức vụ Giám đốc Đại chủng viện Thượng Kiệm kiêm chức Tổng đại diện Hạt Đại diện Tông Tòa Phát Diệm. Ông cũng được chọn làm Giám đốc Hội Thầy Giảng và Giám đốc Dòng Mến Thánh Giá Phát Diệm. Trong thời gian đảm nhận vai trò linh mục Tổng đại diện, ông hỗ trợ giám mục Gioan Baotixita Nguyễn Bá Tòng quản lý nhà các thầy giảng, các dòng nữ tu và các công tác khác. Ông cũng đã hỗ trợ Giám mục Tòng phát triển, chấn chỉnh nhiều dòng nữ tu.

## Thời kỳ giám mục
Ngày 28 tháng 5 năm 1940, Giáo hoàng bổ nhiệm linh mục Phan Đình Phùng làm Giám mục hiệu tòa Marciana, chức vụ Giám mục phó Địa phận Phát Diệm. Tân giám mục là người Việt Nam thứ tư được phong giám mục, nhưng là người đầu tiên xuất thân từ Bắc Kỳ. Tin tức về đến Giám mục chính Địa phận Nguyễn Bá Tòng qua Khâm sứ Tòa Thánh vào ngày 2 tháng 6. Tuy vậy, cho đến ngày 11 tháng 6, tông sắc bổ nhiệm vẫn chưa về đến Phát Diệm. Trong thư gửi các linh mục Phát Diệm ngày 11 tháng 6, Giám mục Tòng cho biết ông đã nộp đơn xin giám mục phó, vì nhận thấy sức khỏe mình ngày càng giảm sút và sợ đột tử (chết thình lình). Nội dung thư, Giám mục Tòng cũng bày tỏ niềm vui mừng khi vị kế vị là một giáo sĩ bản xứ Việt Nam. Giám mục Tòng cũng đã gửi thư báo tin bổ nhiệm cho Giám mục Địa phận Vĩnh Long Phêrô Máctinô Ngô Đình Thục vào ngày 12 tháng 6. Nội dung thư, Giám mục Tòng cũng loan báo sẽ chờ tông sắc giáo hoàng, sau đó mới định ngày tấn phong tân giám mục. Ông cũng đề nghị cầu nguyện cho tân chức. Giám mục Thục sau đó đề nghị các giáo hữu trong Địa phận cầu nguyện cho tân giám mục.
Lễ tấn phong Giám mục cho Giám mục Tân cử Phan Đình Phùng được tiến hành vào ngày 3 tháng 12 năm 1940, tại Phát Diệm, với vị chủ phong là Khâm sứ Tòa Thánh Antonin Drapier với sự phụ phong của hai Giám mục Nguyễn Bá Tòng, Đại diện Tông Tòa Phát Diệm và và Louis De Cooman Hành, Đại diện Tông Tòa Thanh Hóa. Khẩu hiệu Giám mục của ông là "Lạy Chúa con yêu mến Chúa". Có tài liệu ghi nhận khẩu hiệu của ông là Yêu mến Chúa là sức mạnh. Tham dự lễ tấn phong còn có Toàn quyền Đông Dương Jean Decoux và Émile Louis François Grandjean, Thống sứ Bắc Kỳ. Hơn mười nghìn giáo dân và 11 giám mục từ các địa phận khác đến dự. Theo sách Lịch Sử Giáo Phận Phát Diệm của Vinh sơn Trần Ngọc Thụ đưa ra con số 10 giám mục tham dự và con số giáo dân khoảng 4 đến 5 vạn người. Lễ tấn phong cũng là dịp Triều đình Huế trao cho Giám mục Địa phận là Gioan Baotixita Nguyễn Bá Tòng Nam Long Bội tinh và Kim khánh, chính phủ Pháp trao Bắc Đẩu Bội tinh.

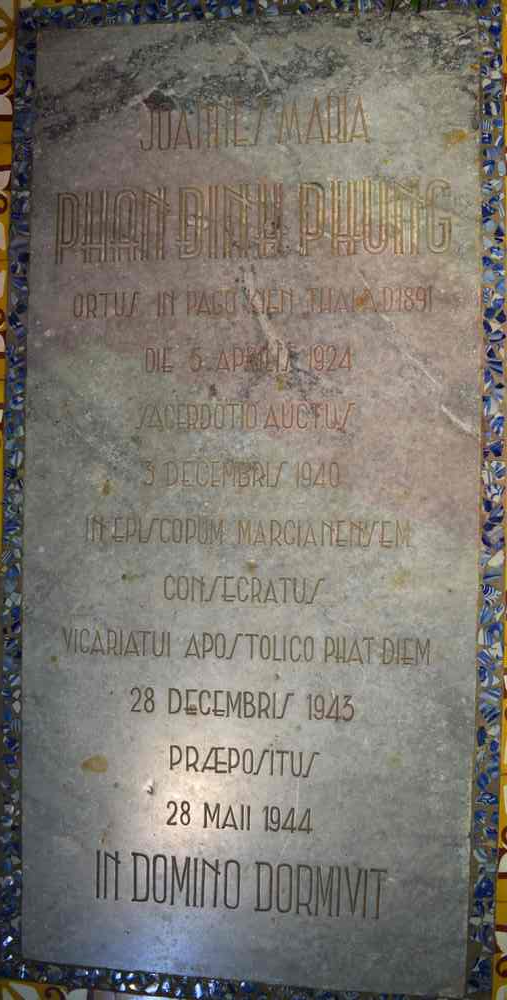
Mộ phần Giám mục Phan Đình Phùng

Ngày 27 tháng 12 năm 1943, giám mục Phan Đình Phùng kế vị chức vụ Giám mục Đại diện Tông Tòa Phát Diệm, thay cho Giám mục Nguyễn Bá Tòng vừa nghỉ hưu. Về quản lý địa phận, ông tiếp tục theo con đường của vị tiền nhiệm là giám mục Nguyễn Bá Tòng. Ngoài nhiệm vụ giám mục, ông quyết định tự thân huấn đức chủng sinh Đại chủng viện và các nữ tu Mến Thánh giá. Về dòng tu nữ này, ông quan tâm đến việc đào tạo Tập sinh dòng và phát triển chi nhánh tu viện Mến Thánh giá tại nhiều xứ đạo trong địa phận.
Phan Đình Phùng cũng cộng tác viết bài cho báo "Linh Mục Đông Dương" (Sacerdos Indosinensis), đóng góp các bài viết có giá trị cao về giáo luật. Tuy nhiên, chỉ sau hơn 5 tháng cai quản Hạt Đại diện Tông Tòa này, ông đột ngột qua đời vào ngày 28 tháng 5 năm 1944 tại tu viện Châu Sơn, Nho Quan, hưởng thọ 53 tuổi. Nhận được tin này, giám mục Nguyễn Bá Tòng đang hưu dưỡng trở về chấp chính địa phận, trước hết tổ chức tang lễ cho cố giám mục Phan Đình Phùng. Giám mục Phùng qua đời sau khi chủ sự lễ khấn dòng cho các tu sĩ tại tu viện.
Giám mục Phan Đình Phùng được an táng trong nhà thờ chính tòa Phát Diệm, bên cạnh mộ của Giám mục Alexandre Marcou.

## Nhận định
Đức ông Vinh Sơn Trần Ngọc Thụ, viết trong sách Lịch Sử Giáo Phận Phát Diệm đánh giá Giám mục Phan Đình Phùng:
| “ | Ngài rất cương trực, không thích ồn ào hoặc tươi cười lớn tiếng. Ngài để bộ râu cằm dài, tay hay vuốt chòm râu đó khiến thiên hạ suy đoán ngài cầm hãm nụ cười tự nhiên, không để dễ dàng bộc lộ tình cảm, vì thế, có vẻ nghiêm khắc. Ngài thường dùng đôi giầy có đế bằng cao-su không gây tiếng động. Khi còn là giám thị tại tiểu chủng viện, các chú chủng sinh sợ nem nép, vì không biết ngài xuất hiện lúc nào. Tuy nhiên, trên thực tế, ngài rất nhân từ, hiền hậu và ăn nói êm đềm. | ” |

## Tông truyền
Giám mục Gioan Maria Phan Đình Phùng, được tấn phong giám mục năm 1940, dưới thời Giáo hoàng Piô XII, bởi:
- Giám mục Chủ phong: Khâm sứ Tòa Thánh Antonin Drapier.
- Hai giám mục Phụ phong: Gioan Baotixita Nguyễn Bá Tòng, Đại diện Tông Tòa Phát Diệm và Giám mục Louis De Cooman Hành, Đại diện Tông Tòa Hạt Đại diện Tông Tòa Thanh Hóa.